# Japans MotoGP 2006
Japans MotoGP 2006 var ett race som kördes på Twin Ring Motegi.

## MotoGP
Loris Capirossi tog för andra gången på fyra race en seger, där han ledde från start till mål, och enkelt vann tävlingen. Återigen var det Valentino Rossi som blev tvåa, och efter tävlingen såg han lika glad ut som Capirossi, eftersom han fortsatte ta in poäng på Nicky Hayden, femma i tävlingen. För första gången under säsongen var det en trippelseger för italienska förare, något som hade varit betydligt vanligare under åren innan.

### Resultat
| Plats | Förare            | Märke    | Grid | Kvaltid  |
| ----- | ----------------- | -------- | ---- | -------- |
| 1     | Loris Capirossi   | Ducati   | 1    | 1.45,724 |
| 2     | Valentino Rossi   | Yamaha   | 2    | 1.45,991 |
| 3     | Marco Melandri    | Honda    | 3    | 1.46,250 |
| 4     | Sete Gibernau     | Ducati   | 5    | 1.46,316 |
| 5     | Nicky Hayden      | Honda    | 7    | 1.46,489 |
| 6     | Toni Elías        | Honda    | 6    | 1.46,326 |
| 7     | Dani Pedrosa      | Honda    | 9    | 1.46,576 |
| 8     | Colin Edwards     | Yamaha   | 10   | 1.46,726 |
| 9     | Kenny Roberts Jr. | KR       | 14   | 1.47,310 |
| 10    | Makoto Tamada     | Honda    | 18   | 1.48,426 |
| 11    | Chris Vermeulen   | Suzuki   | 15   | 1.47,451 |
| 12    | John Hopkins      | Suzuki   | 13   | 1.47,071 |
| 13    | Kousuke Akiyoshi  | Suzuki   | 12   | 1.46,958 |
| 14    | Carlos Checa      | Yamaha   | 17   | 1.47,905 |
| 15    | James Ellison     | Yamaha   | 19   | 1.48,716 |
| 16    | Alex Hofmann      | Ducati   | 20   | 1.48,748 |
| 17    | Shinya Nakano     | Kawasaki | 4    | 1.46,291 |
| 18    | Casey Stoner      | Honda    | 11   | 1.46,847 |
| 19    | Randy de Puniet   | Kawasaki | 8    | 1.46,512 |
| 20    | Naoki Matsudo     | Kawasaki | 16   | 1.47,826 |
| 21    | José Luis Cardoso | Ducati   | 21   | 1.50,359 |